# Cratichneumon sublatus
Cratichneumon sublatus är en stekelart som först beskrevs av Cresson 1864.  Cratichneumon sublatus ingår i släktet Cratichneumon och familjen brokparasitsteklar. Inga underarter finns listade i Catalogue of Life.